# 1900 K Street
1900 K Street – biurowiec położony w Waszyngtonie w Stanach Zjednoczonych. Budowę biurowca rozpoczęto w 1995 roku, a zakończono w 1996. Budynek ma wysokość 52 metrów oraz posiada 13 kondygnacji. Jego całkowita powierzchnia użytkowa wynosi 102 851 m².